# Dobbeltsculler
Dobbeltsculler (ofte forkortet 2x) er en kaproningsbåd, som roes af to personer med to årer hver, i modsætning til en toer uden styrmand, hvor hver roer kun har én åre. Båden er ca. 9,5 meter lang, og klassen er på OL-programmet både for mænd og kvinder. 
Første gang dobbeltsculleren blev roet i OL-sammenhæng var ved OL 1904 i St. Louis.